# Порт-Грейам (аэропорт)
Аэропорт Порт-Грейам (англ. Port Graham Airport), (ИАТА: PGM, FAA LID: PGM) — государственный гражданский аэропорт, расположенный в населённом пункте Порт-Грейам (Аляска), США.

## Операционная деятельность
Аэропорт Порт-Грейам находится на высоте 28 метров над уровнем моря и эксплуатирует одну взлётно-посадочную полосу:
- 12/30 размерами 602 x 14 метров с гравийным покрытием.

За период с 31 декабря 2005 года по 31 декабря 2006 года Аэропорт Порт-Грейам обработал 950 операций взлётов и посадок самолётов (в среднем 79 операций ежемесячно), из них 79 % пришлось на рейсы аэротакси и 21 % — на авиацию общего назначения.: